# これは映画ではない
『これは映画ではない』（これはえいがではない、ペルシア語: این فیلم نیست In film nist、英語：This Is Not a Film）は、ジャファール・パナヒとモジタバ・ ミルタマスブ監督による2011年のイランのドキュメンタリー映画である。第64回カンヌ国際映画祭やニューヨーク映画祭などで上映された。

## 内容
イランの裁判所から今後20年間映画製作を禁止されたジャファール・パナヒの生活をとらえる。

## 評価
Rotten Tomatoesでは71件のレビューで支持率は100%となった。